# Замбія на Чемпіонаті світу з легкої атлетики 2017
Замбія на Чемпіонаті світу з легкої атлетики 2017, що проходив з 4 по 13 серпня 2017 року в Лондоні (Велика Британія) була представлена 2 спортсменами.

## Результати

### Чоловіки
Трекові і шосейні дисципліни
| Спортсмен    | Дисципліна | Забіги    | Забіги | Півфінал  | Півфінал | Фінал           | Фінал           |
| Спортсмен    | Дисципліна | Результат | Місце  | Результат | Місце    | Результат       | Місце           |
| ------------ | ---------- | --------- | ------ | --------- | -------- | --------------- | --------------- |
| Сідней Сіаме | 200 м      | 20.29 NR  | 9 Q    | 20.54     | 12       | Завершив виступ | Завершив виступ |

### Жінки
Трекові і шосейні дисципліни
| Спортсмен      | Дисципліна | Забіги    | Забіги | Півфінал  | Півфінал | Фінал     | Фінал |
| Спортсмен      | Дисципліна | Результат | Місце  | Результат | Місце    | Результат | Місце |
| -------------- | ---------- | --------- | ------ | --------- | -------- | --------- | ----- |
| Кабанге Мупопо | 400 м      | 51.09     | 5 Q    | 50.60 SB  | 6 Q      | 51.15     | 7     |